# International Automobile Company
International Automobile Company war ein US-amerikanischer Hersteller von Automobilen.

## Unternehmensgeschichte
C. E. Hall, E. C. Haynes und J. W. McDaniel gründeten das Unternehmen im November 1908. Der Sitz war in Chicago in Illinois. Sie betrieben einen Gebrauchtwagenhandel und hatten angeblich 250 gebrauchte Fahrzeuge im Angebot. 1909 begann die Produktion von Automobilen. Der Markenname lautete International. Im gleichen Jahr endete die Produktion.
Es gab keine Verbindungen zu den anderen US-amerikanischen Automobilherstellern der Marke International: International Motor Carriage Company, International Motor Car Company und International Harvester.

## Fahrzeuge
Im Angebot standen Highwheeler. Der Type 10 hatte einen Motor mit 12 PS Leistung, ein Fahrgestell mit 178 cm Radstand und einen Aufbau als zweisitzigen Runabout.
Beim Type 14 war der Motor mit 12/14 PS angegeben. Der Radstand betrug 183 cm. Diese Fahrzeuge waren als viersitzige Surrey karosseriert.
Das Gleiche gilt für den Type 16. Sein Motor war mit 16/18 PS angegeben. Der Radstand war mit 213 cm etwas länger.
Der Little Giant war ein Lieferwagen. Eine Ausführung hatte einen 12-PS-Motor. Eine stärkere Variante hatte einen Motor, der mit 18/20 PS angegeben war.

## Modellübersicht
| Jahr | Modell       | Leistung (PS) | Radstand (cm) | Aufbau            |
| ---- | ------------ | ------------- | ------------- | ----------------- |
| 1909 | Type 10      | 12            | 178           | Runabout 2-sitzig |
| 1909 | Type 14      | 12/14         | 183           | Surrey 4-sitzig   |
| 1909 | Type 16      | 16/18         | 213           | Surrey 4-sitzig   |
| 1909 | Little Giant | 12            |               | Lieferwagen       |
| 1909 | Little Giant | 18/20         |               | Lieferwagen       |